# Famille Consigny
Pour les articles homonymes, voir Consigny (homonymie).
La famille Consigny est une famille française dont l'origine se trouve aux confins de la Champagne et de la Lorraine, dans le département de la Haute-Marne.

## Historique

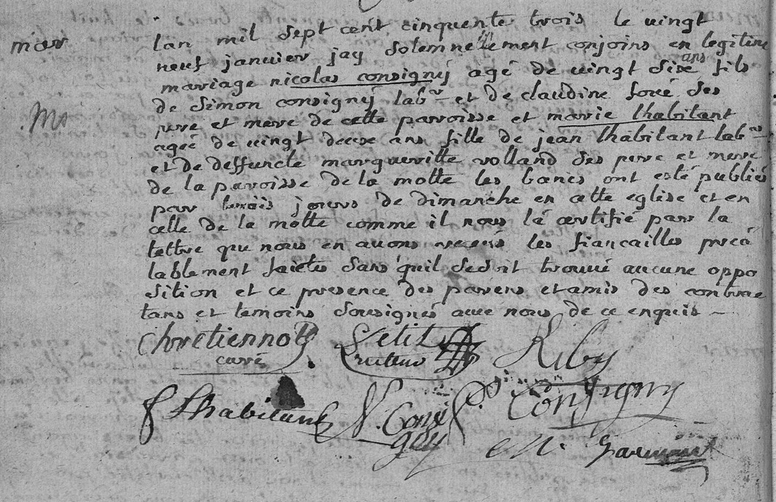
Acte du mariage de Nicolas Consigny et de Marie Lhabitant le 29 janvier 1753 en l'église Saint-Michel de Lachapelle-en-Blaisy.

Au XVIIIe siècle, sous le règne de Louis XV et Louis XVI, Nicolas Consigny (1726-1781) est manouvrier dans le village de Lachapelle-en-Blaisy, près de Colombey-les-Deux-Églises. Au tournant du XIXe et du XXe siècle, Louis Henry Consigny (1857-1931) est général de brigade et commandeur de l'ordre national de la Légion d'honneur.
À la fin du XIXe siècle, ce patronyme est essentiellement porté dans le nord-est de la France, avec une plus forte concentration des Vosges à l'Aube. Le patronyme Consigny est porté par des personnes dont les aïeux sont originaires du village de Consigny (aujourd'hui en Haute-Marne) ; plusieurs étymologies ont été proposées pour le toponyme, dont un dérivé du participe passé du verbe « consigner », qui désigne en ancien français le fait de fixer une limite.

## Liens de filiation entre les personnalités notoires

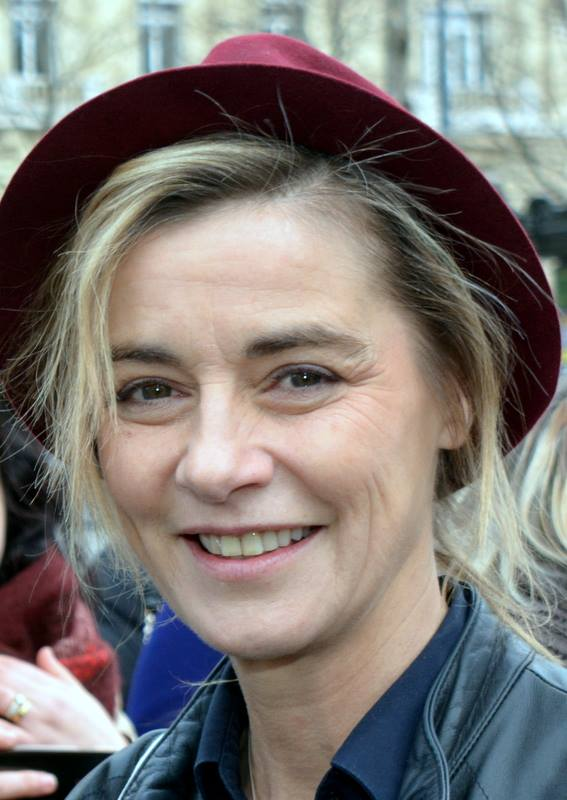
Anne Consigny

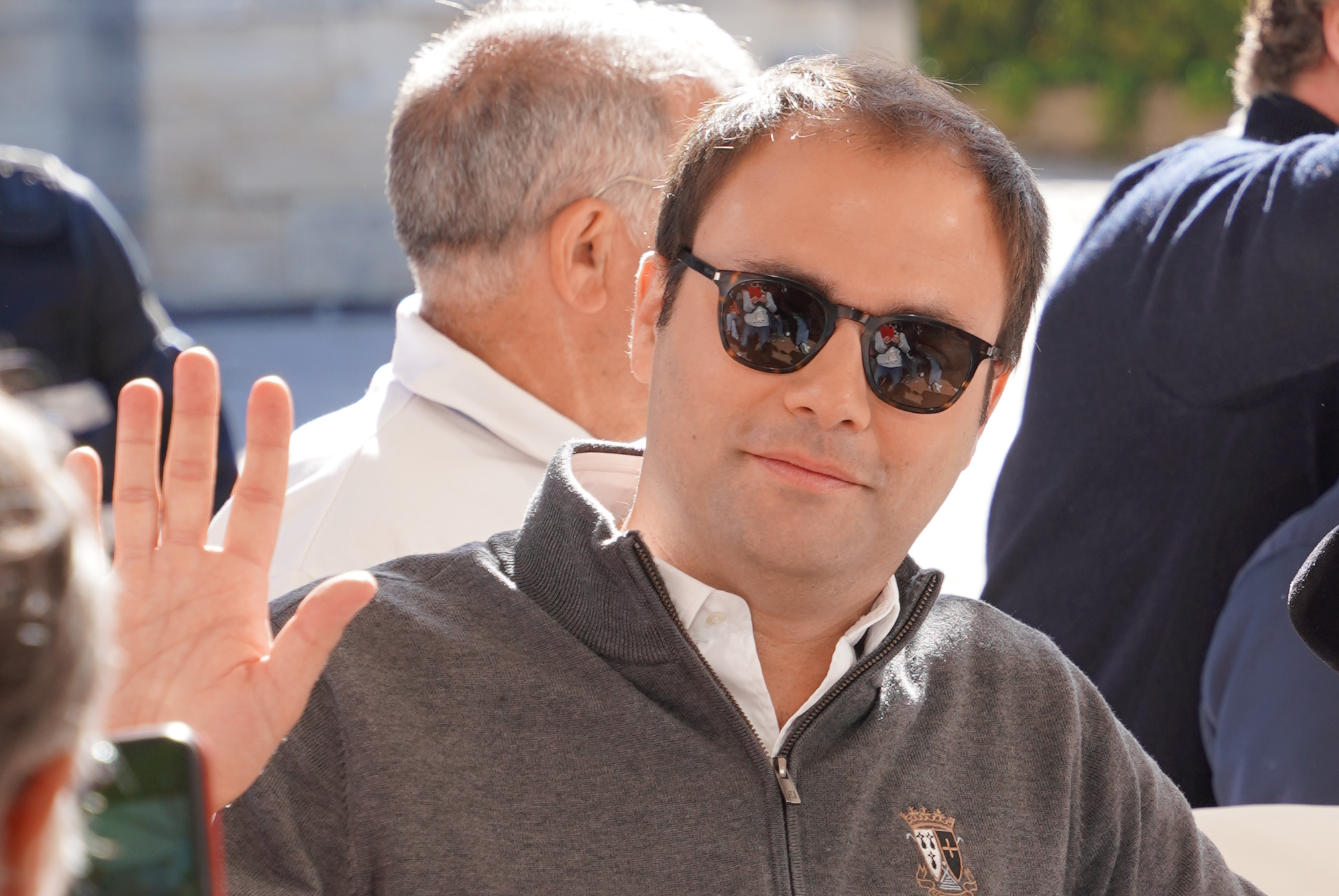
Charles Consigny

- Claude Consigny (vers 1650, Lachapelle-en-Blaisy – ????), procureur fiscal de Lachapelle-en-Blaisy
+ (vers 1680 à Lachapelle-en-Blaisy) Barbe Daubanton (vers 1660 – ????)
  - Simon Consigny (14/03/1691 à Lachapelle-en-Blaisy – 03/04/1763 à Lachapelle-en-Blaisy), laboureur, maire de Lachapelle-en-Blaisy
+ (vers 1717) Claudine Fauré (1689-15/03/1757 à Lachapelle-en-Blaisy)
    - Nicolas Consigny (25/08/1726 à Lachapelle-en-Blaisy – 21/02/1781 à Lachapelle-en-Blaisy), manouvrier
+ (29/01/1753 à Lachapelle-en-Blaisy) Marie Anne Lhabitant (03/08/1733 à Lamothe-en-Blaisy – 29/09/1798 à Lachapelle-en-Blaisy)
      - Jean-Baptiste Consigny (13/11/1765 à Lachapelle-en-Blaisy – 11/01/1850 à Lachapelle-en-Blaisy), manouvrier, tisserand
+ (03/02/1795 à Lachapelle-en-Blaisy) avec Claudine Boiteux (10/02/1768 à Lachapelle-en-Blaisy – 11/06/1826 à Lachapelle-en-Blaisy)
        - Jean-Baptiste Consigny (05/09/1797 à Lachapelle-en-Blaisy – 30/12/1862 à Arnancourt), instituteur, greffier, maire adjoint de Lachapelle-en-Blaisy
+ (13/03/1822 à Lachapelle-en-Blaisy) Françoise Rosalie Pennehoud (05/04/1798 à Sainte-Livière (Éclaron-Braucourt-Sainte-Livière) – 01/08/1856 à Rizaucourt-Buchey)
          - Miltiade Consigny (10/12/1822 à Lachapelle-en-Blaisy – 31/07/1909 à Stenay), receveur de l'Enregistrement et Domaine
+ (16/02/1855 à Reims) Adélaïde Louise Losseau (06/10/1830 à Reims – 14/02/1912 à Reims)
            - Edmond Louis Joseph Consigny (30/01/1856 à Esternay – 28 09/1909 à Nancy), polytechnicien, ingénieur des télégraphes, ingénieur en chef des Cristalleries de Saint Louis
+ (01/12/1890 à Paris) Louise Eugénie Deglin (vers 1870-????)
              - Jean Joseph Consigny (21/10/1896 à Nancy – 31/07/1943 à Châlus), professeur de physique
+ Marie-Suzanne Desvaux (27/01/1904 à Paris – 02/11/1964 à Mantes-la-Jolie)
              - Marie Consigny (22/10/1902-1988)
+ Robert Chadefaux (juin 1898 – 10/02/1966)
                - dont postérité Chadefaux, Dejean de La Bâtie, de Lagrevol, Mialaret

              - Henri Consigny (04/03/1906 à Nancy – vers 1961), ingénieur civil des Mines à Lens
+ (09/04/1928) Danielle Arguillère (1907-1953)
                - Pierre Consigny
+ Élisabeth Viry
                  - Matthieu Consigny
+ Béatrice Couturier
                    - Kim Consigny
                    - Naomi Consigny
                    - François Consigny

            - Louis Henri Consigny (14/09/1857 à Esternay – 01/06/1931 à Orléans), général de brigade d'artillerie, directeur de l'École polytechnique, commandeur de la Légion d'honneur
+ (29/11/1890 à Paris) Jeanne Adèle Valluet (18/02/1869 à Paris – 24/11/1943 à Neuilly-sur-Seine)
              - René Consigny (20/05/1899 à Stenay – 23/06/1957 au Mans), colonel
+ (18/01/1927 au Mans) Marie-Thérèse Pasquier (1905-1994)
                - Pierre François Marie Jean Consigny (12/02/1930 à Mondeville - 7 septembre 2024), conseiller technique au cabinet de Maurice Couve de Murville, chargé de mission au cabinet d'Alain Chalandon
+ (14/09/1956 à Wissous) Marie-Claude Brassart (27/02/1935 à Neuilly-sur-Seine)
                  - Emmanuelle Consigny (24/07/1957)
+ (05/10/1985) Stanislas Cozon (30/05/1957 à Casablanca), inspecteur des Finances, directeur du secteur public de Capgemini au niveau mondial
                    - dont postérité Cozon

                  - Marie-Élisabeth Consigny (03/10/1959 à Versailles), présidente de l'association catholique Jaïre
+ Vittorio Barbotto (avril 1965)
                  - Thierry Consigny (28/09/1961 à Paris), publicitaire, cofondateur de Roux-Lambert-Consigny (RLC), président-directeur général de l'agence Les ouvriers du paradis
+ (1) (07/03/1987 à La Ferrière-Béchet – divorce) « Marie » Marianne Chantal Angélique Monnier (15/07/1962 à Paris), propriétaire du château de Mantry ; 
+ (2) ? ? ; 
+ (3) Isabelle Louise Madeleine Lacour
                    - (de 1) Marine Consigny (mars 1977)
                    - (de 1) Camille Consigny (décembre 1987)
                    - (de 1) Charles Marie Max Joseph Consigny (14/07/1989 à Paris), essayiste, chroniqueur, juriste, avocat
                    - (de 1) Lara Consigny (1993- 27/07/1997)
                    - (de 1) Isaac-Paul Consigny (décembre 1995)
                    - (de 2) Suzanne Consigny (janvier 1988)
                    - (de 2) Ismaël Consigny
                    - (de 2) Mathilde Consigny
                    - (de 3) Apollinaire Consigny (octobre 2003)

                  - Anne Consigny (25/05/1963 à Alençon), actrice
+ (1) (relation vers 1988) Benoît Michel Maurice Jacquot (05/02/1947 à Paris), cinéaste, réalisateur ;
+ (2) (25/05/2013 à Rome) Éric Marie Roger de Buretel de Chassey (01/01/1965 à Pittsburgh), professeur d'art contemporain, directeur de la Villa Médicis
                    - (de 1) Vladimir Pierre Max Édouard Zéphir Jacquot, dit « Vladimir Consigny » (26/06/1988), acteur
                    - (de 1) Louis Jacquot (1997)

                  - Pascale Dominique Marie Consigny (06/04/1973 à Paris), artiste plasticienne, décoratrice de cinéma, scénographe
+ (10/06/2000 à Montreuil-le-Henri) Hervé Ingrand (1972), peintre
                    - dont postérité Ingrand

                - Marguerite Marie Consigny (1931)
+ François-Xavier Bonamy (1929)
                  - dont postérité Bonamy, Genouville

                - Brigitte Consigny (1933-2022)
+ Pierre Branthomme (1934-2003)
                - Guillemette Consigny
+ André Malézieux (1933-2011)
                  - dont postérité Malézieux, Delaval, de Maintenant

                - Chantal Consigny
+ Joseph Behaghel
                  - dont postérité Behaghel, de Certaines, de Parscau du Plessix